# Stratosfeer

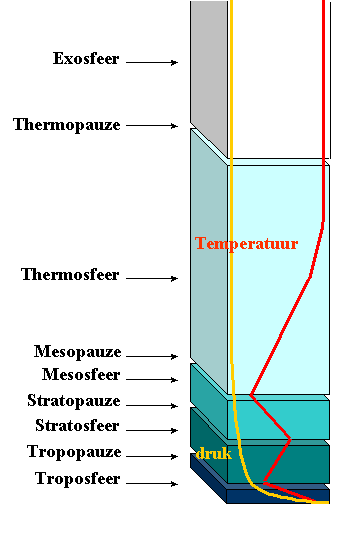
Opbouw van de atmosfeer.

De stratosfeer (van Latijn "stratum" (hier: laag), en Oudgrieks "σφαῖρα" (bol)) is de laag in de dampkring die zich bevindt tussen de troposfeer en de mesosfeer. De lagen worden gescheiden door respectievelijk de tropopauze en de stratopauze.
Bij de evenaar begint de stratosfeer op ongeveer 17 kilometer boven het aardoppervlak (zeeniveau) en bij de polen op ongeveer 10 kilometer. Op een hoogte van 50 kilometer gaat de stratosfeer over in de mesosfeer.
Het begin van deze laag wordt – in tegenstelling tot de onderliggende troposfeer – gekenmerkt door een vrijwel constante temperatuur bij toenemende hoogte, de isotherme laag. Daarboven stijgt de temperatuur en bij ongeveer 47 km bereikt hij weer het vriespunt.
Waar de temperatuur verder de hoogte in weer afneemt, gaat de stratosfeer over in de mesosfeer. Het is ongeveer -50 °C op het laagste punt van de stratosfeer en tussen de 0 en 30 °C op het hoogste punt. De toename van de temperatuur in de stratosfeer is een gevolg van de absorptie van ultraviolet licht van de zon. De hoeveelheid straling die doordringt, wordt kleiner naarmate de afstand tot de aarde afneemt. Gecombineerd met een grotere dichtheid van de atmosfeer resulteert dat in een temperatuurdaling. Door plotselinge stratosferische opwarming kan de temperatuur in de winter plotseling stijgen met tientallen graden Celsius.
Door het verticale temperatuurverloop is de stratosfeer stabiel en is er vrijwel geen convectie en turbulentie. Wolken vormen zich daardoor vrijwel niet, maar in zeer koude poolwinters kunnen zich parelmoerwolken vormen. Deze zijn van belang bij de vorming van ozon. Boven in de stratosfeer bevindt zich een hogere concentratie ozon. Dit gebied wordt dan ook de ozonlaag genoemd.
Er is een aanzienlijk verschil in samenstelling tussen de troposfeer en de stratosfeer. Zo bevat de stratosfeer meer ozon en minder waterdamp en koolstofdioxide dan de troposfeer. Het gebrek aan verticale luchtbewegingen maakt het dat eenmaal aanwezige verontreiniging lang in de stratosfeer kan blijven. De stratosfeer maakt deel uit van de dampkring.